# Dvozveza (1893)
Dvozveza je bila vojaška zveza Rusije in Francije, ustanovljena 1893. Zveza je nastala kot odgovor na trozvezo. 1904 se je zvezi pridružila še Anglija in zveza se je reorganizirala v antanto.